# Loiron
Loiron korábbi község Franciaország Loire mente régiójában, Maine-et-Loire megyében. 2016. január 1-jén Ruillé-le-Gravelais korábbi községgel egyesült és Loiron-Ruillé új község része lett.
Lakosainak száma 1722 fő (2018. január 1.). Loiron Le Genest-Saint-Isle községgel határos.

## Népesség
A település népességének változása:
| Lakosok száma | 822  | 782  | 965  | 1240 | 1273 | 1471 | 1539 | 2699 | 1693 | 1722 |
|               | 1962 | 1968 | 1975 | 1990 | 1999 | 2008 | 2013 | 2016 | 2017 | 2018 |